# Ocitocina
Ocitocina ou oxitocina é um hormônio produzido pelo hipotálamo e armazenado na hipófise posterior (neuro-hipófise) tendo como função: promover as contrações musculares uterinas; reduzir o sangramento durante o parto; estimular a libertação do leite materno; desenvolver apego e empatia entre pessoas; produzir parte do prazer do orgasmo; e modular a sensibilidade ao medo (do desconhecido). A ocitocina é um hormônio relacionado com a estrutura óssea e segundo pesquisas, ela pode ser usada no controle e na prevenção da osteoporose.

## Química
Assim como todos os hormônios da neurohipófise, a ocitocina é um peptídeo de nove aminoácidos (um nonapeptídeo), de sequência: cisteína-tirosina-isoleucina-glutamina-asparagina-cisteína-prolina-leucina-glicina-amida (Cys – Tyr – Ile – Gln – Asn – Cys – Pro – Leu – Gly – NH2, ou CYIQNCPLG-NH2). Apresenta ponte dissulfeto entre as cisteínas 1 e 6, resultando em um hexapeptídeo cíclico com ramificação.   Esse composto tem uma massa molecular de 1007 Da, e uma unidade internacional (UI) de ocitocina é equivalente a cerca de 2 μg de péptido puro.
Os peptídeos da neurohipófise são classificados em duas famílias: a da vasopressina e a da ocitocina. A estrutura de ambas é muito parecida, diferindo-se apenas nos aminoácidos da terceira e oitava posição. Na posição 8, a família da vasopressina contém um aminoácido básico (Lys, Arg); já a família da ocitocina contém um aminoácido neutro. Na posição 3, encontra-se na ocitocina a isoleucina, que é essencial para estimular os receptores desse hormônio; enquanto na vasopressina o terceiro aminoácido é a fenilalanina.

## Funções biológicas
A oxitocina possui ações periféricas (hormonais) e cerebrais. Suas atividades são mediadas por receptores específicos de oxitocina, estes acoplados à proteína G, que requer magnésio e colesterol para seu bom funcionamento.
Os receptores de ocitocina são expressos por neurônios em diversas partes do cérebro e medula espinhal, e ainda nas amígdalas cerebelares, no núcleo ventromedial, septo, núcleo accumbens e tronco cerebral.
Estudos revelam que liberações dentríticas de ocitocina ocorrem no interior das amígdalas e do septo, regiões do sistema límbico, esse estando relacionado a comportamento alimentar ou atividade visceral, manifestações emocionais relacionadas à agressividade ou de natureza sexual, ansiedade, reações de fuga ou de defesa.
Além disso, a oxitocina tem papel importante no parto, na lactação, no vínculo mãe-bebê, no prazer sexual, incluindo o orgasmo, no reconhecimento social, nas relações afetivas e na ansiedade.

### A ocitocina nos ossos
Um estudo realizado em ratas no final do período fértil na Universidade Estadual Paulista, mostrou que a ocitocina reverteu fatores antecedentes à osteoporose, como por exemplo, a diminuição da resistência e densidade óssea. A ocitocina é secretada pelas células ósseas e é associada ao metabolismo ósseo das fêmeas durante o processo de envelhecimento. Geralmente, mulheres no período pós-menopausa, com maior índice de osteoporose, apresentam concentrações mais baixas de ocitocina no sangue.
A coordenadora do Laboratório de Fisiologia Endócrina e Envelhecimento do Departamento de Ciências Básicas da Unesp em Araçatuba, Rita Menegati Dornelles, afirma que a ocitocina ajuda a modular o ciclo de remodelação óssea das ratas senescentes. Os animais que receberam o hormônio tiveram aumento dos marcadores bioquímicos associados à renovação do osso, como a expressão de proteínas que favorecem a formação e a mineralização óssea.
Ao favorecer a liberação de outras substâncias, a ocitocina pode gerar uma grande variedade de sensações, podendo atuar como uma droga no nosso cérebro. Segundo uma pesquisa apresentada na conferência anual da Society for Endocrinolgy em Brighton, no Reino Unido, pessoas que sofrem condições médicas e sofrem uma redução nos níveis de ocitocina possuem mais dificuldade para executar tarefas que exijam empatia.
Pesquisadores da Universidade de Cardiff investigaram o comportamento empático em pessoas que suspeitavam ter níveis de ocitocina reduzidos devido a uma de duas condições médicas causadas pela cirurgia pituitária (na hipófise). O estudo avaliou 20 pessoas com diabetes insípido craniano (CDI). No CDI, o corpo tem níveis reduzidos de ADH – um produto químico também produzido no hipotálamo e estruturalmente muito semelhante à ocitocina. Eles também avaliaram 15 pessoas com hipopituitarismo (HP), uma condição em que a glândula pituitária não libera hormônios suficientemente. Estes dois grupos de doentes foram comparados com um grupo de 20 controles saudáveis.Foram dados a todos os participantes duas tarefas destinadas a testar a empatia, ambas relacionadas com o reconhecimento da expressão emocional. Também mediram os níveis de ocitocina de cada grupo e descobriram que os 35 participantes (CDI e HP) apresentavam níveis do hormônio ligeiramente inferiores, em comparação com os controles saudáveis, embora uma amostra maior seja necessária para estabelecer significância estatística. Os pesquisadores observaram que os grupos CDI e HP apresentaram resultados significativamente piores em tarefas de empatia, em comparação com os controles. Em particular, a capacidade dos participantes do grupo CDI para identificar expressões foi predita pelos seus níveis de ocitocina – aqueles com níveis mais baixos produziram piores desempenhos.

### Ligação com o prazer
A constatação de altas concentrações plasmáticas de ocitocina durante o orgasmo, tanto feminino como masculino, foi apontada por estudos de Carmichael e colaboradores (1987; 1994) e Davidson (1987). Essa correlação permite estabelecer uma possibilidade funcional no papel da ocitocina na resposta sexual.
Os níveis de oxitocina plasmática são significativamente aumentados em torno do tempo do orgasmo auto estimulado. Os autores desses estudos especularam que os efeitos da oxitocina na contração muscular do orgasmo também podem facilitar o transporte de espermatozoides nos homens e do óvulo nas mulheres.
Ainda para os homens, este hormônio pode aumentar a sensibilidade do pênis durante o contato sexual e aumenta a frequência das ereções. Ela melhora a ejaculação pela contração estimulante das vesículas seminais, túbulos seminíferos, epidídimo e da próstata.
Nas mulheres, os centros de prazer cerebrais, chamados de via mesolímbica, descarregam oxitocina diante de estímulos agradáveis, como a visão do parceiro(a) e estimulação física de determinadas partes do corpo. Carregadas pela corrente sanguínea, as moléculas de oxitocina impregnam em determinadas regiões do corpo, como seios e vagina, transformando-as em zonas erógenas.

### Resposta ao estresse social
De acordo com um estudo da Universidade de Zurique, ao se ministrar, por via nasal, a ocitocina numa pessoa prestes a começar uma discussão, verificou-se a produção de cortisol, em resposta ao stress provocado. A ativação do córtex insular e cingulado anterior e do núcleo paraventricular (no hipotálamo anterior) foi observada como precursora da produção de oxitocina no hipotálamo e sua consequente libertação.

### Bem-estar social e coletivo
A oxitocina pode aumentar as atitudes positivas, como a ligação, para indivíduos com características semelhantes, que então se classificam como membros "em grupo", enquanto os indivíduos que são diferentes tornam-se classificados como membros "fora do grupo"; isto porque a sociedade geralmente categoriza indivíduos em grupos baseados em etnias (caucasiano, afro-americano, latino, etc.). Um estudo que examinou a etnia e a empatia descobriu que os participantes que receberam oxitocina administrada nasal apresentaram reações mais fortes às imagens de membros do grupo que expressavam dor em seu rosto do que a imagens de membros fora do grupo com a mesma expressão. Isso mostra que a oxitocina pode estar implicada em nossa capacidade de simpatizar com indivíduos de diferentes etnias e poderia traduzir-se em vontade de ajudar indivíduos em situações de dor ou estresse. Além disso, indivíduos de uma etnia podem estar mais inclinados a ajudar indivíduos da mesma etnia do que indivíduos de outra quando estão sofrendo dor.
A oxitocina também foi implicada para medir quando mentir seria benéfico para outros membros do grupo. Em um estudo em que tal relação foi examinada, verificou-se que quando os indivíduos receberam oxitocina, as taxas de desonestidade nas respostas dos participantes aumentaram para os membros do grupo quando se esperava um resultado benéfico para o coletivo. Ambos os exemplos mostram a tendência de agir de maneiras que beneficiam as pessoas com as quais se sente parte de um grupo. A oxitocina não está apenas correlacionada com as preferências dos indivíduos para se associar aos membros de seu próprio grupo, mas também é evidente durante conflitos entre membros de diferentes grupos. Durante o conflito, os indivíduos que recebem oxitocina administrada nasalmente demonstram respostas mais frequentes e motivadas pela defesa em relação aos membros do grupo do que os membros fora do grupo. Além disso, a ocitocina foi correlacionada com o desejo dos participantes de proteger os membros vulneráveis do grupo, apesar do apego desse indivíduo ao conflito. Da mesma forma, demonstrou-se que, quando a oxitocina é administrada, os indivíduos alteram suas preferências subjetivas para se alinharem com os ideais em grupo sobre ideais fora do grupo. Esses estudos demonstram que a oxitocina está associada à dinâmica intergrupal.
Além disso, a oxitocina influencia as respostas de indivíduos em um grupo particular aos de outro grupo. O viés dentro do grupo é evidente em grupos menores; No entanto, também pode ser estendido a grupos tão grandes quanto o país inteiro levando a uma tendência de forte zelo nacional. Um estudo realizado nos Países Baixos mostrou que a oxitocina aumentou o favoritismo em grupo da sua nação, ao mesmo tempo em que diminuiu a aceitação de membros de outras etnias e estrangeiros. As pessoas também mostram mais carinho pela bandeira de seu país, enquanto permanecem indiferentes a outros objetos culturais quando expostos à oxitocina. Foi assim que a hipótese de que este hormônio pode ser um fator nas tendências xenófobas secundárias a esse efeito. Assim, a ocitocina parece afetar indivíduos a nível internacional, onde o grupo se torna um país "doméstico" específico e o grupo externo cresce para incluir todos os outros países.

### Trabalho de parto, amamentação e conexão mãe-bebê
A ocitocina é o principal hormônio responsável pelo parto em mamíferos. Ela é responsável por incitar as contrações uterinas (é secretada como resultado da pressão exercida pelo bebê no colo do útero), evitar sangramentos durante o parto e estimular a descida do leite no decorrer da amamentação (a sua produção é estimulada pelo próprio mamar da criança). Os receptores de ocitocina no miométrio (camada muscular uterina) aumentam, em média, 100 a 200 vezes durante a gravidez, atingindo nível máximo durante o parto.
Vários estudos revelam, também, a importância desse hormônio para o estabelecimento dos primeiros estímulos afetivos entre mãe e bebê. Experimentos em roedores demonstraram que ratas virgens, após receberem doses de ocitocina, começaram a desenvolver cuidados maternais por filhotes da mesma espécie. Além disso, o reconhecimento olfativo da mãe pela criança é um tipo de memória regulada pela ocitocina.
A ocitocina também é sintetizada em laboratório para fins médicos. É usada para induzir trabalhos de parto quando esses não conseguem acontecer espontaneamente, estimular as contrações uterinas em casos de inércia, e controlar hemorragias pós-parto.

### Interações Psicológicas

#### Afetividade
A oxitocina geralmente é lembrada pelo efeito que tem nos comportamentos pró-sociais, como seu papel na facilitação da confiança e do apego entre indivíduos. É liberada quando se está perto de seu parceiro, diminuindo os níveis de cortisol, hormônio antagônico à oxitocina, e que causa o estresse. No início dos relacionamentos, os níveis de oxitocina na corrente sanguínea dobram, e vão se mantendo estáveis entre os primeiros meses de namoro. Com um término, os níveis tendem a baixar. Por conseguinte, a oxitocina é frequentemente referida como o "hormônio do amor". Nos homens, ela ainda tende a baixar a agressividade, porém sua atuação geralmente é bloqueada pela testosterona.

#### Medo
Existe consenso entre a comunidade científica de que a oxitocina modula o medo, ou seja, não provoca diretamente este sentimento, mas está ligada fortemente a ele.
A oxitocina administrada nasalmente foi relatada para reduzir o medo, possivelmente inibindo as respostas do medo ativando um circuito inibitório dentro da amígdala.

Estudos experimentais com oxitocina indicaram que indivíduos que receberam uma dose intranasal do hormônio identificaram expressões faciais do desgosto mais rapidamente do que os indivíduos que não receberam oxitocina. As manifestações faciais de desgosto estão ligadas de forma evolutiva à ideia de contágio. Assim, a oxitocina aumenta a importância das pistas que implicam a contaminação, o que leva a uma resposta mais rápida porque estas indicações são especialmente relevantes para a sobrevivência. Em outro estudo, após a administração de oxitocina, os indivíduos apresentaram maior habilidade para reconhecer expressões de medo em comparação com os indivíduos que receberam um placebo. A oxitocina modula as respostas ao medo, aumentando a manutenção das memórias sociais. Os ratos que são geneticamente modificados para ter um excedente de receptores de oxitocina apresentam uma maior resposta ao medo de um estressor previamente condicionado. A oxitocina também aumenta a memória social aversiva, levando o rato a mostrar uma maior resposta ao medo quando o estímulo aversivo é encontrado de novo.